# Заречное (Кемеровская область)
Заречное (телеут. Ол-Айыл) — село в Кемеровской области России в составе Беловского городского округа. Входит в территориальное управление Новый Городок. Население 454 человек (2010). 
Оригинальное название Улу-Ааль или Большой Бачатский Улус. В речи жителей города Белово и соседних деревень название Улус по отношению к селу иногда упоминается и в настоящее время.

## География
Расположено по обеим берегам р. Большой Бачат.
Часовой пояс
Село Заречное, как и вся Кемеровская область, находится в часовой зоне МСК+4. Смещение применяемого времени относительно UTC составляет +7:00.

## История
Основано телеутами в XVI веке. До 1917 года входило в состав Телеутской волости Кузнецкого уезда Томской губернии. С момента основания в 1926 году Зареченского сельсовета Беловского района село Заречное являлось его административным центром. 4 ноября 1974 года сельсовет был расформирован, а село передано в административное подчинение Старобачатского поссовета. 7 декабря 1982 года село Заречное переподчинено Беловскому горсовету и стало частью города Белово.
| Год учёта | Статистические сведения | Статистические сведения | Статистические сведения                                                    |
| Год учёта | Население               | Домохозяйства           | Объекты социально-экономического и культурного назначения                  |
| --------- | ----------------------- | ----------------------- | -------------------------------------------------------------------------- |
| 1968      | 941                     | 254                     | Восьмилетняя школа, клуб, больница, библиотека, отделение связи, сельсовет |

## Население
| \| 2010[1] \| \| ------- \| \| 454 \| | 100 200 300 400 500 2010 |
| 2010                                  |                          |
| 454                                   |                          |

Национальный и гендерный состав
По данным Всероссийской переписи населения на 2010 год, в посёлке проживало 454 человек (208 мужчин и 246 женщин, 45,8 и 54,2 %% соответственно).
Согласно результатам переписи 2002 года, в национальной структуре населения русские составляют 65 % из общего числа населения в 545 жителей.

## Транспорт
В 3 км от Заречного находится остановочный пункт Улус Западно-Сибирской железной дороги, действующий с 1926 года. Маршруты электричек связывают жителей села пассажирским сообщением со станциями Новокузнецк, Белово, Бочаты, Артышта II. Автобусный маршрут № 120 из центра села следует до центральной части города Белово.